# سیارک ۱۷۲۲۴
سیارک ۱۷۲۲۴ (به انگلیسی: 17224 Randoross، نامگذاری:2000CP58) هفده هزار و دویست و بیست و چهارمین سیارک کشف شده‌است که در ۵ فوریه ۲۰۰۰ کشف شد.
قدر مطلق سیارک برابر ۱۷.۰ است.